# Joan Benoit

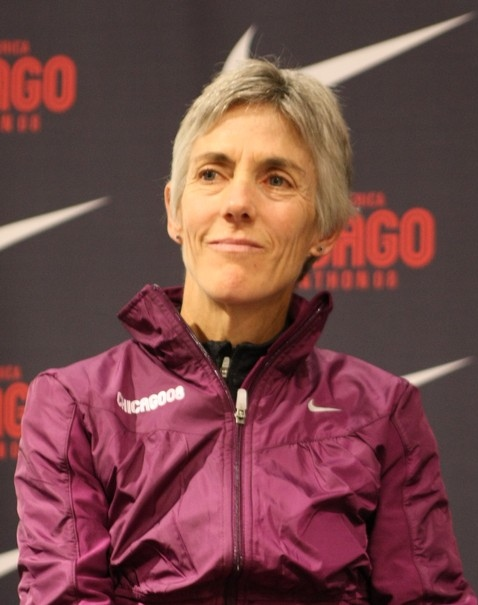
Joan Benoit (2008)

Joan Benoit (nach Heirat Joan Samuelson; * 16. Mai 1957 in Cape Elizabeth, Maine) ist eine US-amerikanische Langstreckenläuferin und die erste Olympiasiegerin im Marathonlauf.

## Biografie
Benoit begann mit dem Laufsport in der Genesungsphase nach einem Beinbruch, den sie sich beim Skifahren zugezogen hatte. 1979 gewann sie als damals völlig Unbekannte den Boston-Marathon und verbesserte dabei den Streckenrekord um mehr als sieben Minuten auf 2:35:16. Obwohl sie sich 1981 an der Achillessehne verletzte und operiert werden musste, gewann sie 1983 erneut in Boston und lief mit 2:22:43 die bis heute drittschnellste Zeit auf dieser Strecke. Ein Jahr später stellte sie mit 1:08:34 einen Weltrekord im Halbmarathon auf, der über vier Jahre Bestand hatte und als US-Rekord erst 21 Jahre später durch Deena Kastor gebrochen werden sollte.
Bei der US-Vorausscheidung für die Olympischen Spiele 1984 in Los Angeles setzte sie sich durch, obwohl sie sich erst 17 Tage zuvor einer Arthroskopie am Knie unterzogen hatte. Beim ersten olympischen Marathonlauf der Frauen setzte sie sich schon nach einer Viertelstunde vom übrigen Feld ab und lief bis ins Ziel einen Vorsprung von 1:26 min auf Grete Waitz heraus. 1985 stellte sie als Gewinnerin des Chicago-Marathon mit 2:21:21 einen US-Rekord auf, der 17 Jahre Bestand haben sollte, und 1986 den aktuell gültigen US-Rekord im 25-km-Straßenlauf (1:24:43). Danach hinderten sie Verletzungen, ihr Potential auszuschöpfen.
Ihre im Internet detailliert erklärten Trainingsempfehlungen sehen tägliches Training (10–16 km), lange Läufe (jeweils wenigstens 32 km), Hügeltraining und Krafttraining vor. In den Empfehlungen ist nichts, was als geschlechtsspezifisch anzusehen wäre. Es ist das typische amerikanische Langstreckentraining, das etwa dem von Bill Bowerman entspricht.
Nach ihrem Rücktritt vom Leistungssport schrieb sie mehrere Bücher (Running Tide, Running for Women) und eröffnete eine Klinik. Darüber hinaus ist sie Trainerin für Langstreckenläuferinnen und tritt oft im Fernsehen als Sportkommentatorin auf. 2004 wurde sie in die Hall of Fame des US-Leichtathletikverbandes USA Track & Field aufgenommen.
2006 fungierte sie als Tempomacherin für Lance Armstrong, als dieser beim New-York-Marathon antrat. 2009 ist sie beim New-York-Marathon wieder am Start.

## Werke
- Joan Benoit, Sally Baker: Running Tide. Alfred A. Knopf, New York City 1987, ISBN 0-394-55457-4.
- Joan Benoit Samuelson, Gloria Averbuch: Running for Women. Rodale Press, Emmaus 1995, ISBN 0-87596-239-4.